# Apoi s-a născut orașul
Apoi s-a născut orașul este un film românesc din 1972 regizat de Constantin Vaeni.

## Prezentare
Documentar despre dispariția vechiului oraș Orșova înghițit de apele Dunării odată cu construirea barajului și a hiodrocentralei de la Porțile de Fier.